# Bešenovo
Bešenovo (en serbe cyrillique : Бешеново) est un village de Serbie situé dans la province autonome de Voïvodine et sur le territoire de la ville de Sremska Mitrovica, district de  Syrmie (Srem). Au recensement de 2011, il comptait 841 habitants.
Bešenovo est une communauté locale, c'est-à-dire une subdivision administrative, de la ville de Sremska Mitrovica. Près du village se trouve le monastère de Bešenovo, un des 16 monastères orthodoxes serbes de la Fruška gora.

## Géographie

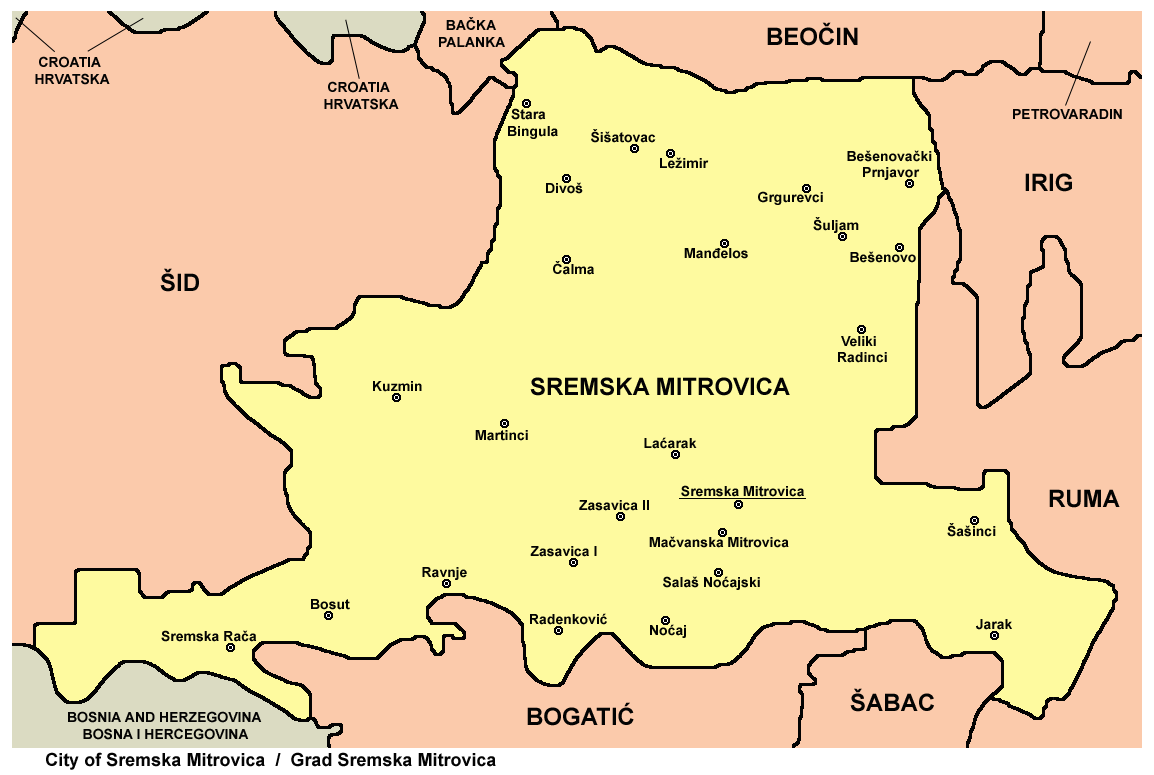
Localisation de Bešenovo dans la ville de Sremska Mitrovica

Bešenovo se trouve dans la région de Syrmie, sur les pentes méridionales du massif de la Fruška gora.

## Histoire
Selon la tradition, le monastère de Bešenovo aurait été fondé par le roi Stefan Dragutin à la fin du XIIIe siècle. En revanche, le premier document historique attestant de l'existence du monastère est un recensement ottoman datant de 1545. Au milieu du XVIe siècle, les moines du monastère de Vitovnica, près de Požarevac, vinrent s'y réfugier, fuyant les exactions des Turcs. Il a été pillé et détruit pendant la Seconde Guerre mondiale.

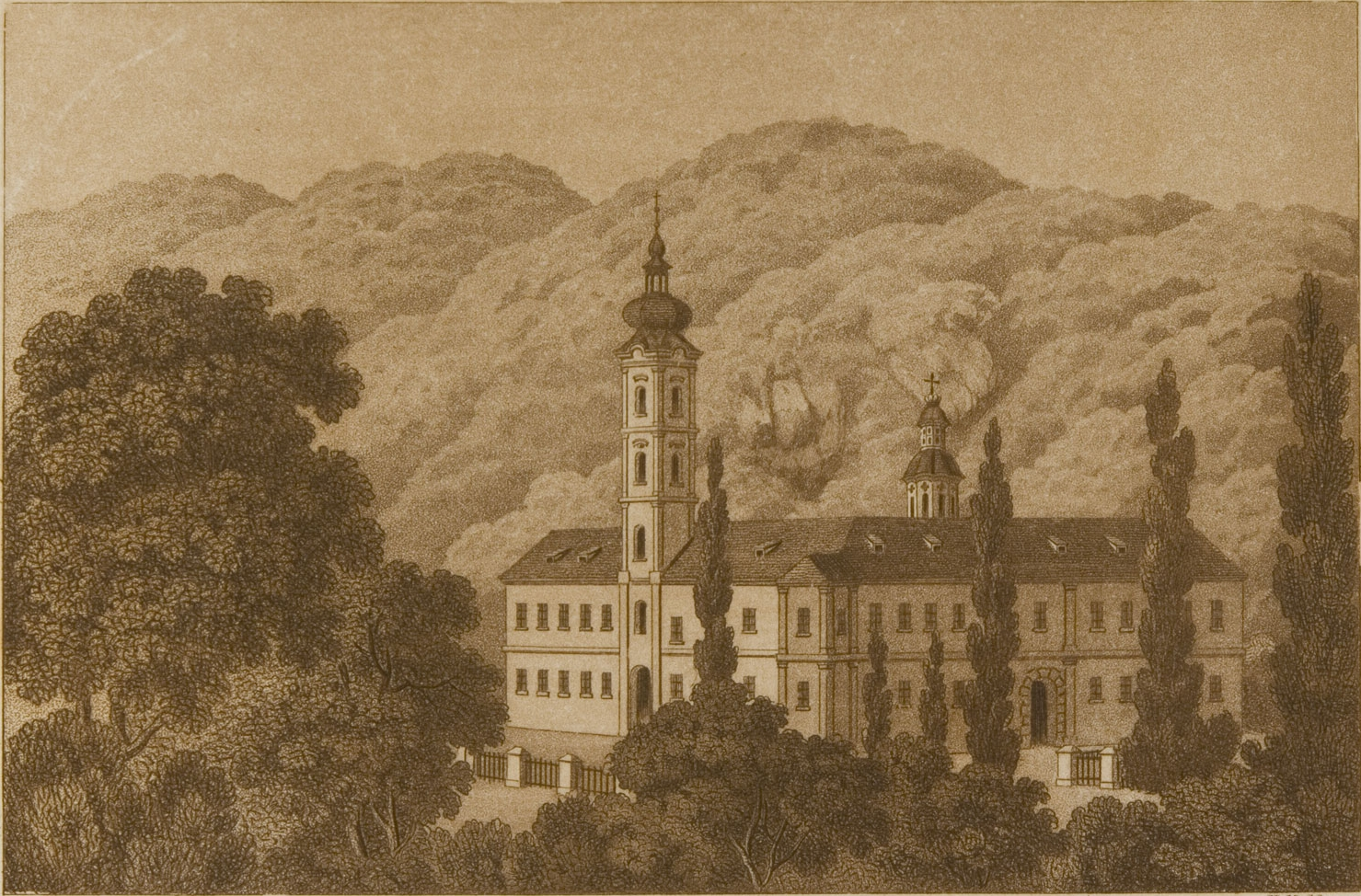
Le monastère de Bešenovo en 1861, gravure

## Démographie

### Évolution historique de la population
| 1948  | 1953  | 1961  | 1971  | 1981  | 1991 | 2002 | 2011 |
| ----- | ----- | ----- | ----- | ----- | ---- | ---- | ---- |
| 1 051 | 1 084 | 1 145 | 1 146 | 1 028 | 913  | 965  | 841  |

|  |

### Données de 2002
Pyramide des âges (2002)
En 2002, l'âge moyen de la population était de 38,9 ans pour les hommes et 41,5 ans pour les femmes.
Répartition de la population par nationalités (2002)
En 2002, les Serbes représentaient près de 98 % de la population.

### Données de 2011
En 2011, l'âge moyen de la population était de 43,2 ans, 41,3 ans pour les hommes et 45,2 ans pour les femmes.